# Парадокс близнят
Парадокс близнят — суперечлива на перший погляд задача з теорії відносності.
Парадокс сформулював 1911 року Поль Ланжевен. Розв'язок опублікував 1918 року Альберт Ейнштейн

## Формулювання
Один із двох близнюків вирушає в космічну подорож до далекої зорі, рухаючись зі швидкістю, близькою до швидкості світла, а потім повертається. Через те, що час у пов'язаній із космічним кораблем системі відліку йде повільніше, ніж у системі, пов'язаній із Землею, то його брат постарів набагато більше, ніж він сам.
Час у системі корабля ({\displaystyle \Delta t}) визначається формулою:
{\displaystyle \Delta t=\Delta t_{0}{\sqrt {1-{\frac {v^{2}}{c^{2}}}}}}, де
- {\displaystyle \Delta t_{0}} — час на Землі,
- v — швидкість руху корабля,
- c — швидкість світла.

Для {\displaystyle v\approx c} час у системі корабля малий ({\displaystyle \Delta t\ll \Delta t_{0}}).
З іншого боку, мандрівник може вважати, що сам залишався непорушним, а Земля спочатку віддалилася від нього, а потім повернулася. Тоді, з його погляду, саме його брат здійснив мандрівку майже зі світловою швидкістю, а, отже, саме його брат повинен залишитися набагато молодшим.
Цей зв'язок можна пояснити як квантову заплутаність. Як пояснив би Нільс Бор, «будь-які два предмети, які створені в один час, можуть впливати один на одного». Тому зв'язок між близнюками можна назвати квантовим[джерело?].

## Розв'язок
У межах спеціальної теорії відносності (СТВ) розв'язати парадокс неможливо. 
Однак, парадокс має пояснення в межах загальної теорії відносності (ЗТВ). Слід врахувати, що тільки один з братів рухався з прискоренням (отже, ситуація не симетрична). Саме мандрівник і має залишитися молодшим від свого брата, який перебував в інерційній системі відліку.
Перший експеримент, що мав підтвердити відповідний ефект, було поставлено 1971 року. 
У межах похибки вимірів передбачення ЗТВ було підтверджено. 
Подібні експерименти (з дедалі вищою точністю) також підтвердили правильність розрахунків (з точністю 0,01 %).